# رسوایی برنج مخمر قرمز کوبایاشی
رسوایی برنج مخمر قرمز کوبایاشی، یک آلودگی گسترده یک غذای مکمل است که برای اولین بار در ۲۲ مارس ۲۰۲۴ مشاهده شد و منجر به مشکلات سلامتی متعددی برای افرادی که مکمل‌ها را در ژاپن و تایوان مصرف می‌کنند، شد. بیش از ۸۰ نفر پس از مصرف مکمل‌ها جان خود را از دست دادند و حداقل ۵۰۰ نفر دیگر در بیمارستان بستری شدند. داروسازی کوبایاشی تولید محصولات «بنی کوجی» به‌طور رسمی در ۸ اوت ۲۰۲۴ متوقف شد.

## حادثه
در ۲۲ مارس ۲۰۲۴، مقام‌ها گزارش دادند که پنج نفر پس از مصرف سه محصول تولید شده توسط داروسازی کوبایاشی، از جمله «کمک به کلسترول قرمز کوجی» جان خود را از دست دادند. بیش از ۲۴۰ نفر به دلیل مصرف این مکمل در بیمارستان بستری شدند و در مجموع ۹۴۰۰۰ مشاوره انجام شد که منجر به فراخوانی اجباری شد زیرا مشکوک به داشتن مواد سمی و مضر بودند. مکمل‌های دارویی کوبایاشی برنج مخمر قرمز به شرکت‌های دیگر نیز عرضه کی شد و در قنادی، نان، ساکی، میسو و چندین محصول دیگر استفاده می‌شد و این امر توزیع برنج مخمر قرمز آلوده را گسترش داد. خسارت به تایوان سرایت کرد، جایی که برنج مخمر قرمز دارویی کوبایاشی فروخته شد. شش مورد نارسایی حاد کلیه و سایر مشکلات بهداشتی گزارش شد که باعث فراخوان مواد و محصولات استفاده شده از آنها از حدود ۱۰۰ شرکت شد. شرکت‌های تایوانی ۱۵۴ محصول مرتبط با مکمل‌های برنج مخمر قرمز آلوده را فراخوانی کردند. در ۲۸ ژوئن ۲۰۲۴، وزارت بهداشت، کار و رفاه اعلام کرد که ۷۶ مورد مرگ جدید مشکوک به مصرف مکمل کشف شده است. تا ۲۸ ژوئن ۲۰۲۴، داروسازی کوبایاشی ۱۷۰ پرس و جو در مورد مرگ اعضای خانواده دریافت کرده بود که ۷۶ مورد از افرادی بود که محصول را مصرف کرده و فوت کرده بودند و در سه مورد دیگر پزشکان هیچ رابطه علّی بین مصرف مکمل و مرگ و میر را مطرح نکرده‌اند.
در ۲ ژوئیه، شهر اوساکا از مسئولان دولت در استان میه درخواست کرد که یک پرونده مربوط به مرگ را برای ارائه اطلاعات بیشتر در مورد آلودگی و گسترش آن بررسی کند.

## مسائل بهداشتی
به گفته ریوتا فوجیمورا از بخش نفرولوژی در مرکز پزشکی شهری هیگاشی‌اوساکا، اوساکا، که بیماران بستری شده را معاینه کرد، علائم مشترک قربانیان آسیب شدید به نفرون بود که پوسته‌دار شد. خستگی مزمن، از دست دادن اشتها، استفراغ و تکرر ادرار و همچنین بدتر شدن شدید نتایج آزمایش کلیه که مطابق با سندرم فانکونی بود.
گواهینامه (تولید عملکرد خوب) هر ساله نیاز به بازرسی خارجی دارد. داروسازی کوبایاشی دارای گواهینامه تولید عملکرد خوب نبود و هیچ فرصتی برای بررسی آن توسط شخص ثالث نداشت. بر اساس دستورالعمل‌های فراخوان داوطلبانه، داروسازی کوبایاشی سیاستی مبنی بر عدم فراخوان محصولات تا زمانی که یک رابطه علت و معلولی تا حدودی ایجاد شود، در نظر گرفته بود که احتمالاً منجر به مشکلات بهداشتی گسترده‌تر می‌شود.
از ۷۶ مورد مرگی که مشکوک به رابطه سببی است، داروسازی کوبایاشی مدعی شد که برخی از آنها به دلیل بیماری‌های دیگری (سرطان، انفارکتوس مغزی، سینه‌پهلو، کالبد شکافی آئورت و…) بوده‌اند که نیاز به بررسی بیشتر دارد.در ۳۰ ژوئن ۲۰۲۴، انجمن نفرولوژی ژاپن اعلام کرد که تقریباً ۸۵٪ از بیش از ۱۰۰ بیمار گزارش شده بیش از یک ماه پس از قطع مکمل به عملکرد طبیعی کلیه بازنگشته اند.

## واکنش‌ها
داروسازی کوبایاشی پخش یک آگهی عذرخواهی را در ۶ آوریل ۲۰۲۴ آغاز کرد که در آن عذرخواهی با متنی سیاه و سفید در پس زمینه سفید نمایش داده می‌شد و بیان می‌کرد:
" داروسازی کوبایاشی عذرخواهی و درخواست عفو می‌کند. ما عمیقاً بابت ناراحتی ناشی از محصولات برنج مخمر قرمز کوجی ما عذرخواهی می‌کنیم. وی افزود: در حال حاضر گزارش‌هایی مبنی بر مشکلات سلامتی در مورد «کمک به کلسترول قرمز کوجی» و سایر محصولات گزارش شده است و ما در حال فراخوانی از محصولات هستیم.
لطفاً وب سایت ما را برای مشاوره بهداشتی و غیره بررسی کنید.
علاوه بر این، این شرکت بابت بازپرداخت در وب سایت رسمی خود بار دیگر عذرخواهی کرد.
در ۲۳ ژوئیه، رئیس هیئت مدیره شرکت داروسازی کوبایاشی، کازوماسا کوبایاشی و پسرش آکیهیرو کوبایاشی، رئیس شرکت از سمت خود استعفا دادند. این شرکت ۲۷۹ مورد مرگ، ۲۲۷۴ مورد مراجعه به بیمارستان و ۴۶۱ مورد نیاز به بستری شدن را در اثر اثرات مکمل‌های برنج مخمر قرمز بنی کوجی گزارش کرد. این شرکت به تحقیق در مورد ۸۰ مورد مرگ دیگر ادامه می‌دهد.